# Antonio Alsúa
Antonio Alsúa Alonso (Irún, Guipúzcoa, 25 de octubre de 1919-Ibídem, 4 de marzo de 1998) fue un futbolista español que jugaba como centrocampista. Jugador histórico del Real Madrid Club de Fútbol, club al que debe sus mayores éxitos y reconocimientos y uno de los pilares en la difícil década de los años 1940 de la entidad capitalina, del que llegó a ser su decimocuarto máximo goleador histórico al momento de su retirada con 45 goles, el cuarto entre los jugadores de mediocampo tras los registros de Hilario Marrero, Chus Alonso y Luis Regueiro.
Su hermano menor Rafael Alsúa —conocido como Alsúa II— fue también futbolista.

## Biografía
Finalizada la Guerra Civil, Antonio Alsúa debutó con 20 años en las filas del Unión Club de Irún en la Segunda División, donde permaneció hasta la temporada 1941-42, cuando fue fichado por el Real Madrid C. F. (1ª División).
En el club merengue jugó durante 7 temporadas donde acumuló 176 partidos y anotó 44 goles, siendo Alsúa el segundo jugador de la historia del Real Madrid C. F. en marcar cinco goles en un mismo partido, siendo esta vez contra el C.D. Castellón con un resultado de 7-4, el 2 de febrero de 1947. También formó parte del equipo que ganó históricamente al F.C. Barcelona en la Copa del Generalísimo 1943 por 11-1 en las semifinales del torneo, quedando subcampeón del mismo tras perder contra el Athletic Club en la final. En esta etapa es donde ganó sus tres únicos títulos: 2 Copas del Generalísimo (1946 y 1947) y una Copa Eva Duarte (1947).
Tras abandonar el Real Madrid Club de Fútbol fichó por Club Gimnástico de Tarragona (1ª División), destacando su papel en su primera temporada (1948-49) al anotar 10 goles en 20 partidos. Alsúa inició la temporada 1950-51 con «los granas» en 2ª División para ser contratado por el debutante en la categoría, la Unión Deportiva Lérida  (1ª División), aunque no pudo evitar el descenso.
El descenso de los ilerdenses provocó su abandono del club para firmar por el Deportivo Alavés, recién ascendido a Segunda División, siendo el fichaje estrella de la temporada. En la temporada 1952-53 tras el cese del entrenador Antonio Molinos la directiva albiazul le ofreció el puesto a Alsúa, que tomó el rol de jugador-entrenador, llevando al equipo a las puertas de la fase de ascenso a Primera División. Fue su última temporada en activo.
Falleció el 4 de marzo de 1998 en Irún, Guipúzcoa, a los 78 años de edad.

## Estadísticas

### Clubes
Datos actualizados a fin de carrera deportiva.
En la temporada 1952-53, su última en activo, actuó como jugador-entrenador las últimas nueve jornadas del campeonato tras la destitución de los anteriores entrenadores Antonio Molinos (jornadas 1-19) y Fernando Muñoz (20-21). Posteriormente desempeñó la misma función en el Campeonato de España de Copa —entonces disputado tras finalizar el Campeonato de Liga—, en un total de siete encuentros hasta su eliminación en los octavos de final a manos del Athletic de Bilbao.
| U. C. Irún | 1939-40       | 2.ª           | 13  | 7  | —  | —  | Inexistentes | Inexistentes | 13  | 7  | 0.54 |
| Real Unión | 1940-41       | 2.ª           | 17  | 8  | —  | —  | Inexistentes | Inexistentes | 17  | 8  | 0.47 |
| Total club | Total club    | Total club    | 30  | 15 | 0  | 0  | 0            | 0            | 30  | 15 | 0.50 |
| Real Madrid F. C. | 1940-41       | 1.ª           | —   | —  | 2  | 1  | Inexistentes | Inexistentes | 2   | 1  | 0.50 |
| Real Madrid C. F. | 1941-42       | 1.ª           | 26  | 6  | 8  | 1  | Inexistentes | Inexistentes | 34  | 7  | 0.21 |
| Real Madrid C. F. | 1942-43       | 1.ª           | 22  | 6  | 10 | 3  | Inexistentes | Inexistentes | 32  | 9  | 0.28 |
| Real Madrid C. F. | 1943-44       | 1.ª           | 19  | 3  | 4  | 1  | Inexistentes | Inexistentes | 23  | 4  | 0.17 |
| Real Madrid C. F. | 1944-45       | 1.ª           | 17  | 7  | 4  | 1  | Inexistentes | Inexistentes | 21  | 8  | 0.38 |
| Real Madrid C. F. | 1945-46       | 1.ª           | 13  | 2  | 9  | 2  | Inexistentes | Inexistentes | 22  | 4  | 0.18 |
| Real Madrid C. F. | 1946-47       | 1.ª           | 22  | 9  | 4  | —  | Inexistentes | Inexistentes | 26  | 9  | 0.35 |
| Real Madrid C. F. | 1947-48       | 1.ª           | 15  | 2  | 2  | 1  | Inexistentes | Inexistentes | 17  | 3  | 0.18 |
| Total club | Total club    | Total club    | 134 | 35 | 43 | 10 | 0            | 0            | 177 | 45 | 0.25 |
| Gimnástico de Tarragona | 1948-49       | 1.ª           | 20  | 10 | 4  | —  | —            | —            | 24  | 10 | 0.42 |
| Gimnástico de Tarragona | 1949-50       | 1.ª           | 14  | 2  | 4  | 3  | —            | —            | 18  | 5  | 0.28 |
| Gimnástico de Tarragona | 1950-51       | 2.ª           | 3   | —  | —  | —  | —            | —            | 3   | 0  | 0    |
| Total club | Total club    | Total club    | 37  | 12 | 8  | 3  | 0            | 0            | 45  | 15 | 0.33 |
| U. D. Lérida | 1950-51       | 1.ª           | 13  | 3  | —  | —  | —            | —            | 13  | 3  | 0.23 |
| Deportivo Alavés | 1951-52       | 2.ª           | 18  | 5  | 8  | 2  | —            | —            | 26  | 7  | 0.27 |
| Deportivo Alavés | 1952-53       | 2.ª           | 21  | 6  | 6  | 4  | —            | —            | 27  | 10 | 0.37 |
| Total club | Total club    | Total club    | 39  | 11 | 14 | 6  | 0            | 0            | 53  | 17 | 0.32 |
| Total carrera | Total carrera | Total carrera | 253 | 76 | 65 | 19 | 0            | 0            | 318 | 95 | 0.30 |
| (1) Incluye datos de la Copa (1940-53), Copa Eva Duarte (1947-48); Promoción de ascenso a Primera División (1949-50) y de permanencia en Segunda (1951-52). (2) Sin apariciones: Copa Latina (1948-53). (3) No incluye goles en partidos amistosos. |               |               |     |    |    |    |              |              |     |    |      |

## Palmarés
| Título          | Club              | Año  |
| --------------- | ----------------- | ---- |
| Copa            | Real Madrid C. F. | 1946 |
| Copa            | Real Madrid C. F. | 1947 |
| Copa Eva Duarte | Real Madrid C. F. | 1947 |